# Megaselia pressicauda
Megaselia pressicauda är en tvåvingeart som beskrevs av Borgmeier 1964. Megaselia pressicauda ingår i släktet Megaselia och familjen puckelflugor. Inga underarter finns listade i Catalogue of Life.